# Deluxe Selection
Deluxe Selection é um EP do cantor porto-riquenho Luis Fonsi, lançado em 23 de Janeiro de 2007 pela gravadora Universal Music Latino. É uma espécie de continuação do seu EP anterior, Exitos Eternos: Remixes (2006).

## Faixas
| N.º            | Título                                | Compositor(es)                         | Duração |  |
| 1.             | "Vives en Mí"                         | Claudia Brant Luis Fonsi Armando Ávila | 3:40    |  |
| 2.             | "Tu Amor (Acoustic version)"          | Jeremias                               | 3:42    |  |
| 3.             | "No lo Digas Más (Alternate Version)" | Mário Domm Fonsi                       | 3:47    |  |
| 4.             | "Paso a Paso (Alternate Version)"     | Brant Fonsi                            | 3:52    |  |
| Duração total: | Duração total:                        | Duração total:                         | 14:54   |  |